# Sunay Erdem
Sunay Erdem (17 de marzo de 1971) es un arquitecto paisajista graduado de Turquía, y arquitecto en construcciones autodidacta. Se lo considera uno de los paisajistas más prolíficos de su generación.[cita requerida]  Fundó Erdem Arquitectos con su hermano, Günay Erdem en 1998.
Ha diseñado muchos proyectos de diseño urbano en más de 40 países diferentes. Ha utilizado métodos de dibujo a mano alzada desde 1992 y tiene más de 700 perspectivas a mano alzada. 
Un bosquejo suyo en acuarela ganó el primer premio en 2013 en una competencia y confrontación de bosquejos y técnicas mixtas que fue organizado por el Centro de Arquitectura de Filadelfia. [cita requerida]
Ganó el Premio Nacional de Arquitectura de Turquía en la categoría presentación de ideas (2010). También ganó el Premio nacional turco de arquitectura del Paisaje en 2009, 2010 y 2013 que le fueron otorgados por la Cámara de Arquitectos Paisajistas en Turquía. Uno de los trabajos más importantes es la propuesta de proyecto para las Bibliotecas Presidenciales de los Estados Unidos de América.

## Premios
Premios de Reconocimiento
- Premios de Arquitectura Paisaje Nacional de Turquía (2009, 2010 y 2013), que estuvieron a cargo de la Cámara de Arquitectos Paisajistas en Turquía Archivado el 1 de noviembre de 2014 en Wayback Machine.
- 2010 turcos Premios Nacionales de Arquitectura y Exposición / Categoría: Presentación de Ideas
- Çanakkale 18 Universidad Mart, Éxito Premio, Turquía, 2011
- Arquitectura del Paisaje 4 Congreso, Premio Profesión Contribución, Turquía, 2010
- Arquitectura del Paisaje 4 Congreso, Premio Internacional Éxito, Turquía, 2010
- TSMD Premio Éxito, Turquía, 2010
- Cámara de Arquitectos Paisajistas, Premios Éxito, Turquía, 2008

Premios en Concursos Internacionales
- La Spezia Arsenale 2062 el concurso general, Italia, Winner, 2014
- Centro Regional de Calidad de la Educación y la Excelencia de la Competencia, Jubail, Arabia Saudita, tercero Premio, 2014 Archivado el 29 de noviembre de 2014 en Wayback Machine.
- 3C: Integral de Comunidades Costeras Concurso de ideas, Nueva York, EE. UU., Ganador Comodín, 2013
- ENVISION 2040, un Green Works Orlando Concurso de Diseño, Orlando, EE. UU., Winner, 2013
- ifac2013 Festival Internacional de Arte y Construcción, Parasol Competencia, España, 1.er Premio, 2013
- Activate! Concurso de Diseño para redefinir el espacio público en Chicago, EE. UU. Mención de Honor, 2013
- Sketch Enfrentamiento Competencia Técnica Mixta, Filadelfia, EE. UU., Winner, 2013
- Arte en la Plaza, Minneapolis, EE. UU., 1.er Lugar, 2013
- Home For Humanity Concurso, San Francisco, EE. UU., Winner, 2012 Archivado el 3 de marzo de 2016 en Wayback Machine.
- Apartamento LifeEdited # 2Challenge Competencia, Nueva York, EE. UU., Winner, 2012
- Recconect Riverton Puente peatonal, Canadá, Winner, 2011
- Vancouver Viaductos y el este núcleo, re: conectar un Abiertas Concurso de ideas, Vancouver, Canadá, Winner, 2011
- The Vancouver Viaductos y el este núcleo, re: conectar un Abiertas Concurso de ideas, Vancouver, Canadá, Winner, 2011

## Proyectos seleccionados

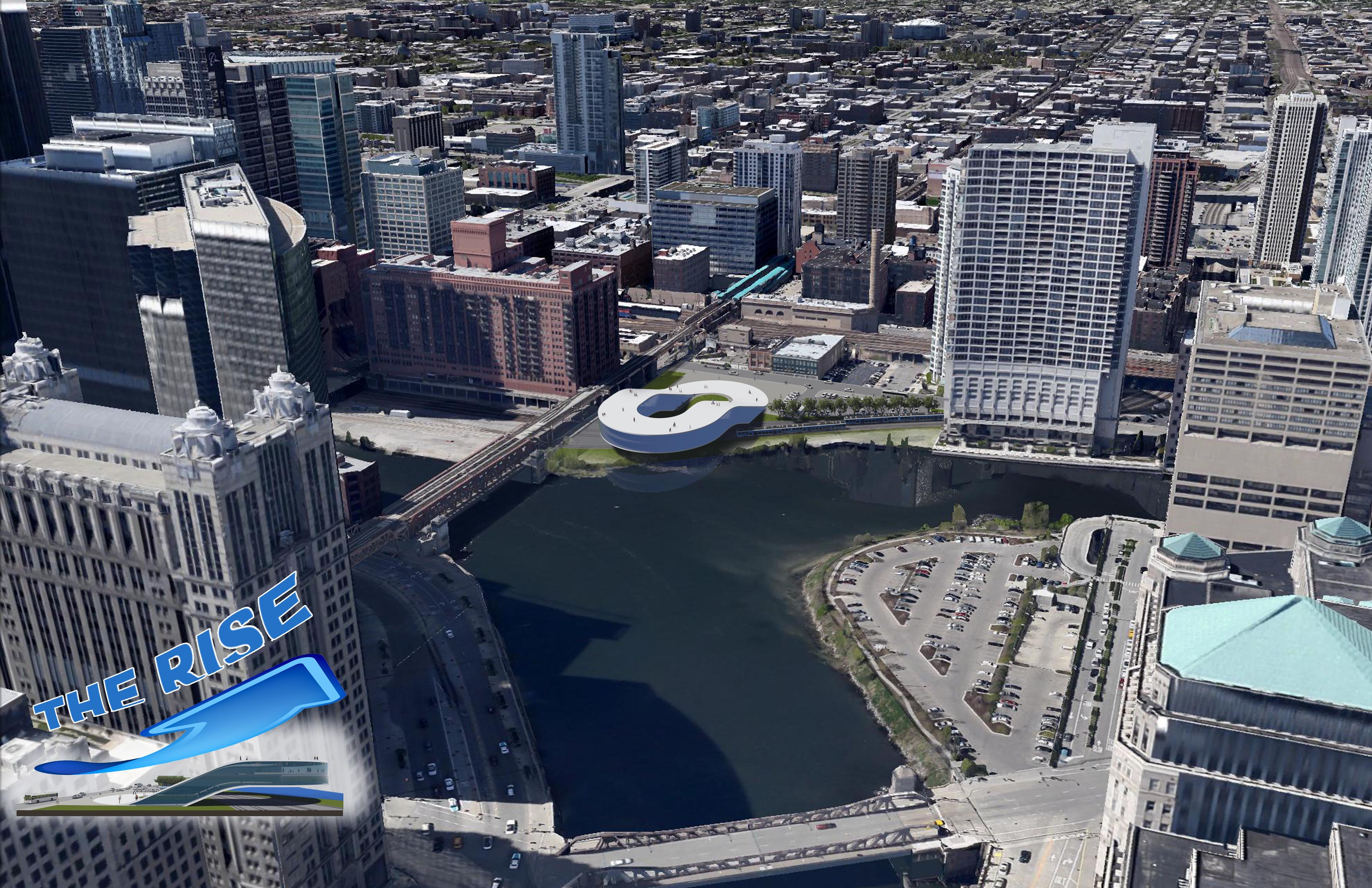
Propuesta de proyecto para American Presidential Library Chicago, Estados Unidos

Europa

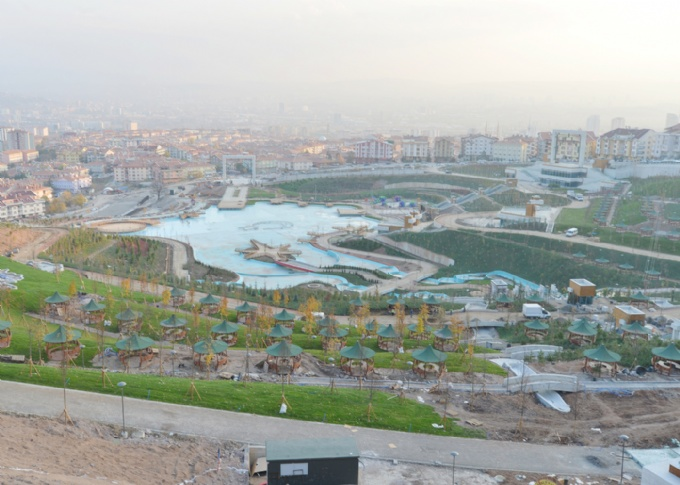
Esertepe Park, Ankara, Turquía

- Esertepe Park, Turquía, Ankara, 2014
- Información y Tecnologías de la Comunicación Autoridad de Edificios Diseño Turquía, Ankara, 2012
- Federación Turca de Fútbol Riva Campamento Landscape Design Turquía Proyecto, Estambul, 2014
- El puerto viejo junto con Örfirisey en Reykjavik, Reykjavik, Islandia, 2009
- La Spezia Arsenale 2062, Italia, 2014
- fac2013 Festival Internacional de Arte y Construcción, España, 2013

América Del Norte
- 3C: Integral de Comunidades Costeras, Nueva York, EE. UU., 2013
- ENVISION 2040, un Green Works Orlando, Orlando, EE. UU., 2013
- Activate! Redefinir el espacio público en Chicago, EE. UU., 2013
- Arte en la Plaza, Minneapolis, EE. UU., 2013
- Hogar para la Humanidad, San Francisco, EE. UU., 2012 Archivado el 3 de marzo de 2016 en Wayback Machine.
- LifeEdited Apartamento # 2Challenge, Nueva York, EE. UU., 2012
- Recconect Riverton Pedestrian Bridge, Canadá, 2011
- ancouver Viaductos y núcleo oriental, RE: CONNECT, Vancouver, Canadá, 2011

Oriente Medio
- Centro Regional de Calidad de la Educación y la Excelencia, Jubail, Arabia Saudita, 2014 Archivado el 29 de noviembre de 2014 en Wayback Machine.

África
- Una plaza de Nueva Tahrir, Egipto, El Cairo, 2011 Archivado el 3 de marzo de 2016 en Wayback Machine.
- Parque Urbano Proyecto, Libia, Sirte, 2009
- Diseño del Proyecto Centro Cultural Ambiental, Argelia, Orán, 2006
- Puerto Malabo Proyecto Renovable, Guinea Ecuatorial, Malabo, 2003, Argelia, Orán, 2006

Asia y el Pacífico
- Re-Pensando Shanghái 2012, China, Shanghái, 2012
- Future Living For inestable Delta, Tailandia, Bangkok, 2012
- Complejo de Vivienda, Ladscape Proyecto Diseño, Rusia, Moscú, 2006
- Business Centro de Diseño de Proyecto, Rusia, Moscú, 2004
- Bakú Bilgeh Estate, Azerbaiyán, Bakú, 2009
- Complejo de Vivienda Proyecto Diseño, Turkmenistán, Ashkabat, 2001

Australia
- Verde Civic Square, Nueva Zelanda, Hastings, 2012
- Hobart Waterfront Proyecto Diseño, Tasmania, Hobart, 2007